# Citroën C3
Citroën C3 — компактні хетчбеки, що виробляються концерном Citroën з 2002 року і прийшли на заміну Citroën Saxo.

## Перше покоління (FC/FN; 2002—2009)

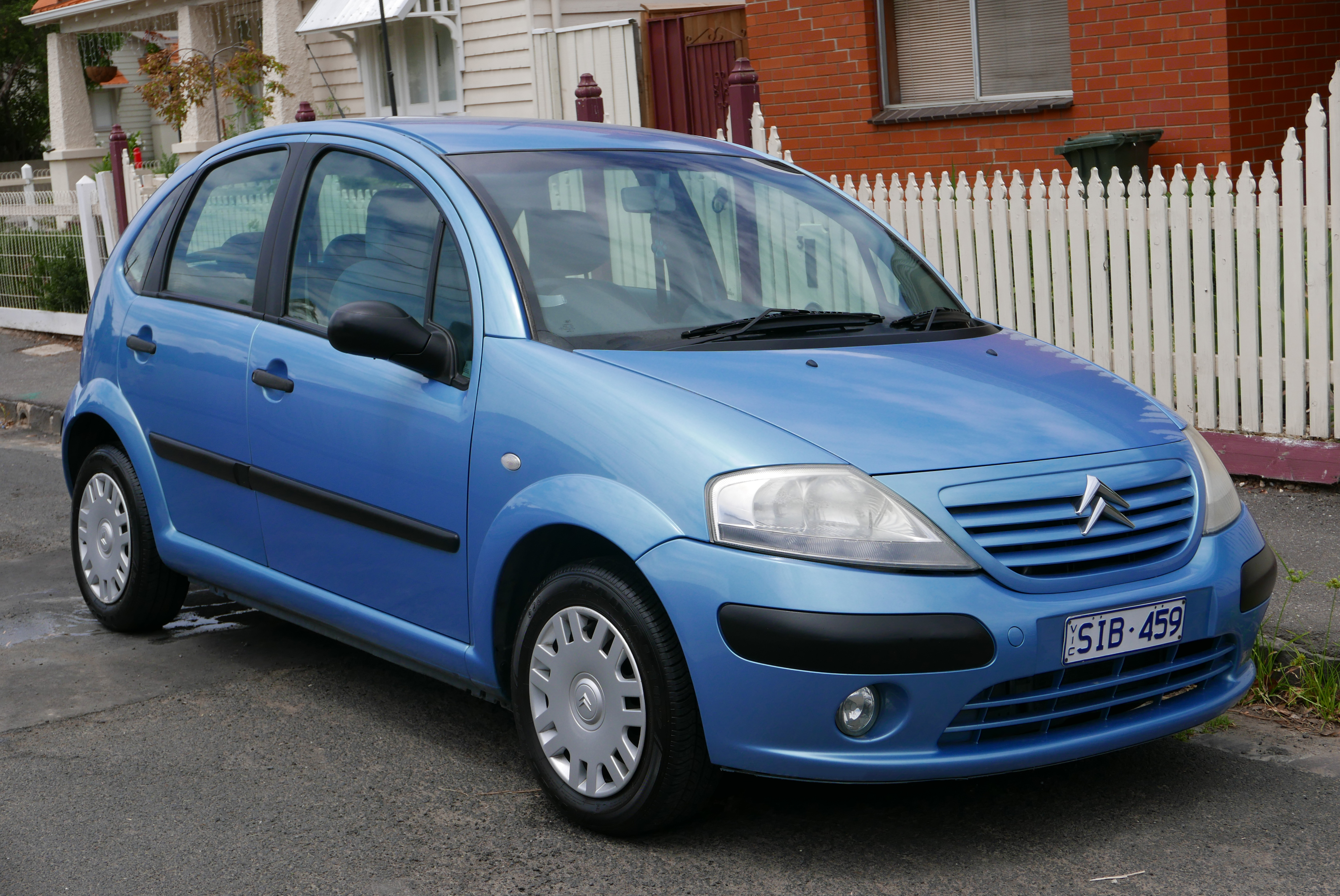
Citroën C3 I (2002—2005)

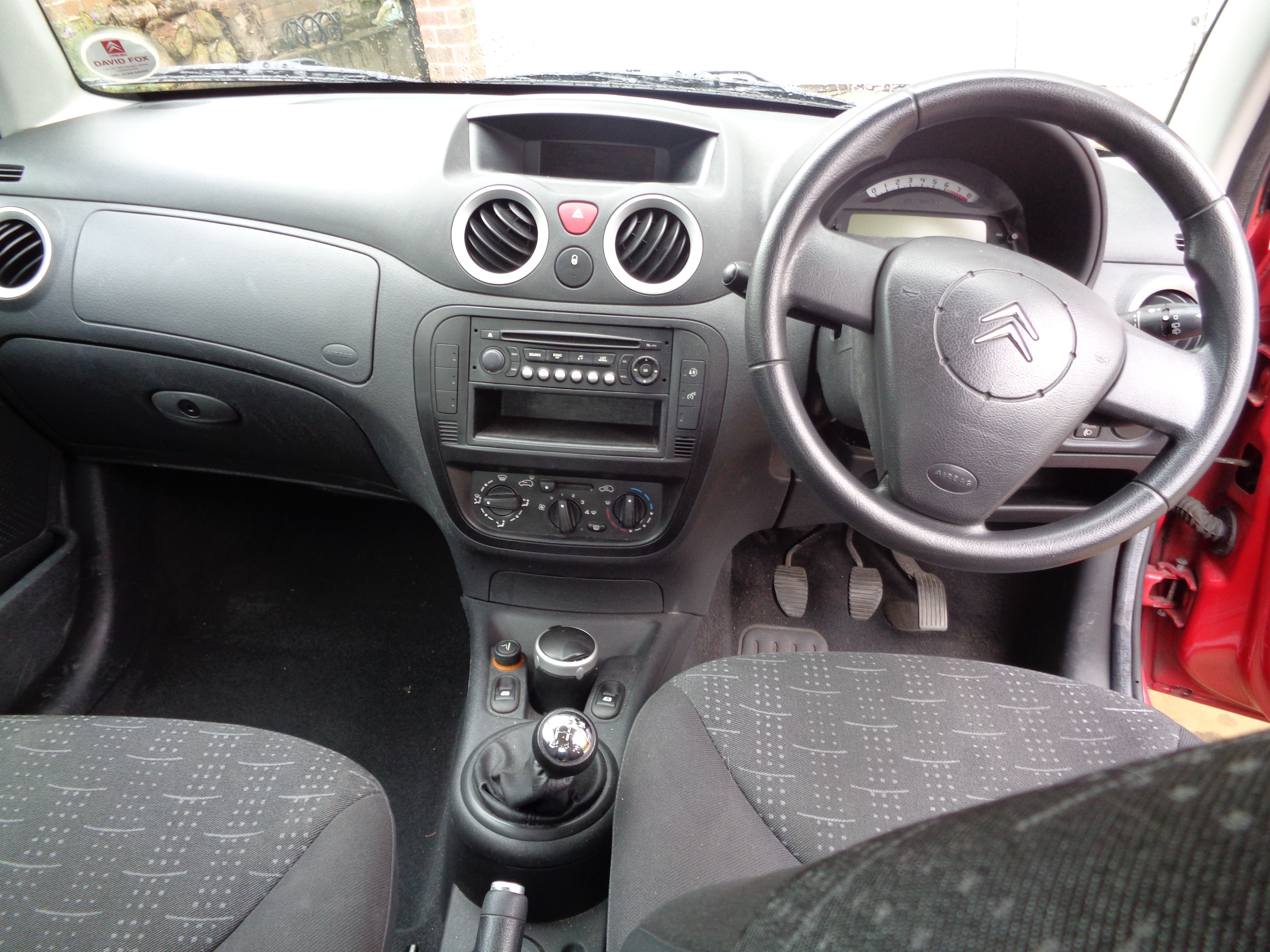
Салон Citroën C3 I

Автомобіль був спроектований Донато Коко (Donato Coco) і Жаном-П'єром Плю (Jean-Pierre Ploué), раніше відомими по дизайну Renault Twingo.
Це перший автомобіль фірми Сітроен, що мав мультиплексну проводку з самого початку виробництва (Citroën Xsara отримала її тільки під час рестайлінгу). Також це перший автомобіль PSA Group, що отримав перевагу від установки дизельних двигунів HDi малого робочого об'єму. Багате для свого класу оснащення і великий вибір комплектацій дозволив домогтися С3 помітного комерційного успіху.
C3 був доступний з бензиновими двигунами 1,1, 1,4 і 1,6 літра, а також дизелями 1,4 і 1,6 літра HDi Common rail. Всі моделі йшли в стандартній комплектації з п'ятиступінчастою механічною коробкою передач або опціональною напівавтоматичного з підрульовими перемикачами, за винятком моделей Stop & Start, які оснащувалися сітроеновскою Sensodrive — п'ятишвидкісною напівавтоматичного коробкою передач з ручним і автоматичним режимами. Версія SX була єдиною з повністю автоматичною «класичною» чотиришвидкісною коробкою передач.
На автомобіль встановлювався електричний підсилювач рульового управління. Також примітною була установка панорамної прозорого даху як опції.
Згідно з політикою PSA Group шасі C3 було використано для Peugeot 1007 і Peugeot 207. Багато компонентів С3 запозичені від Peugeot 206.
| Зірки по Euro NCAP з Краш-тесту |

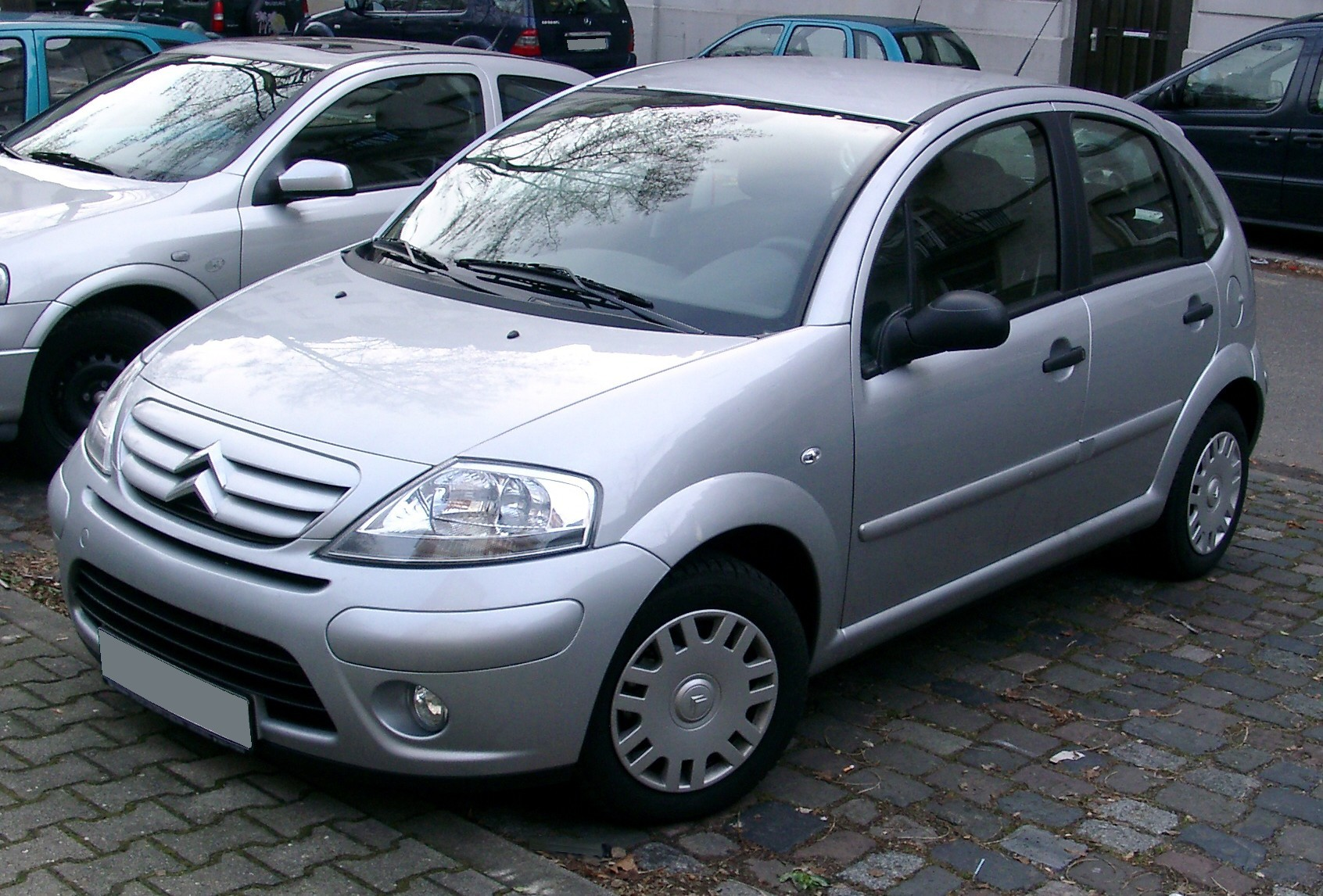
Citroën C3 I (2005—2009)
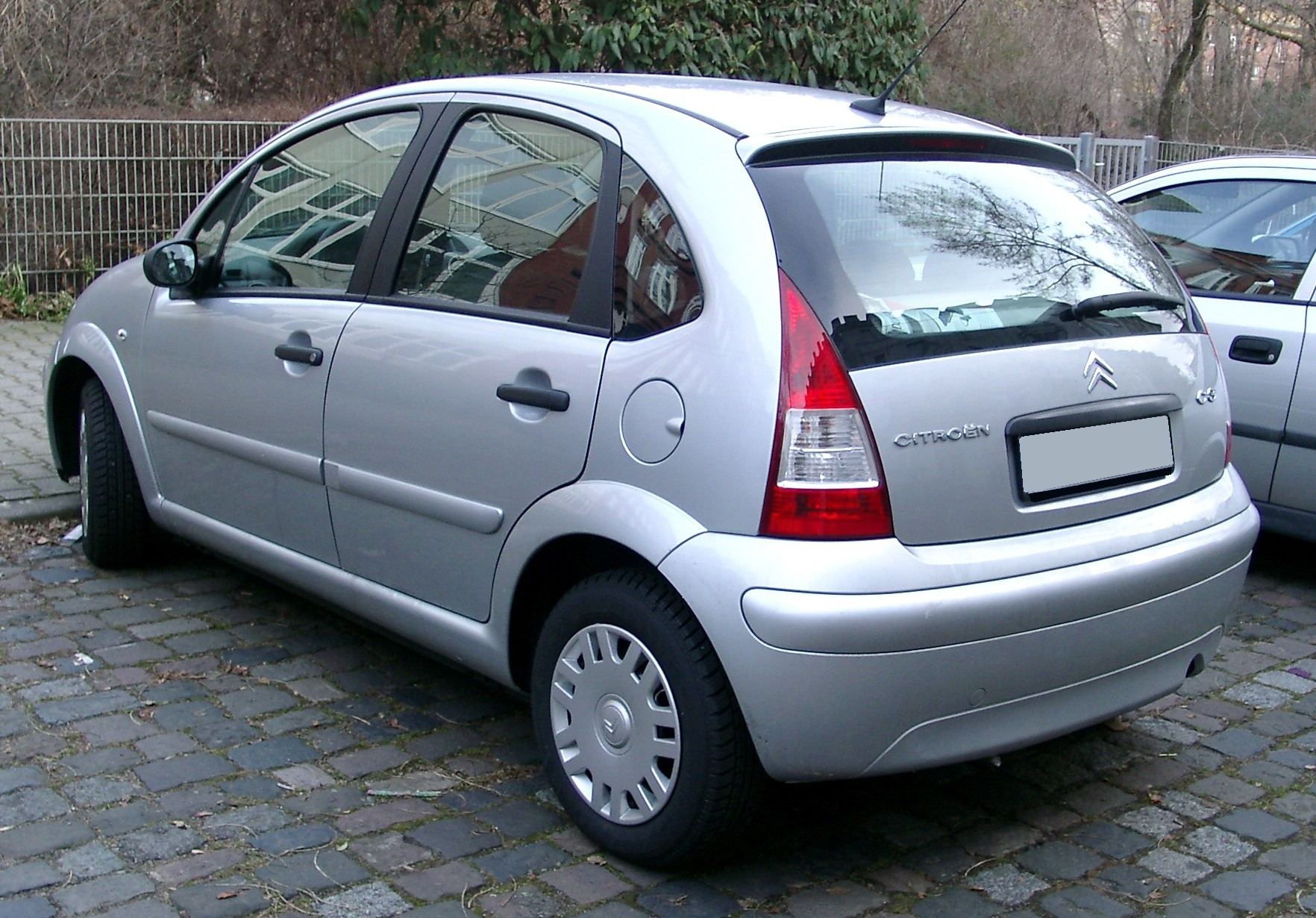
Citroën C3 I (2005—2009)
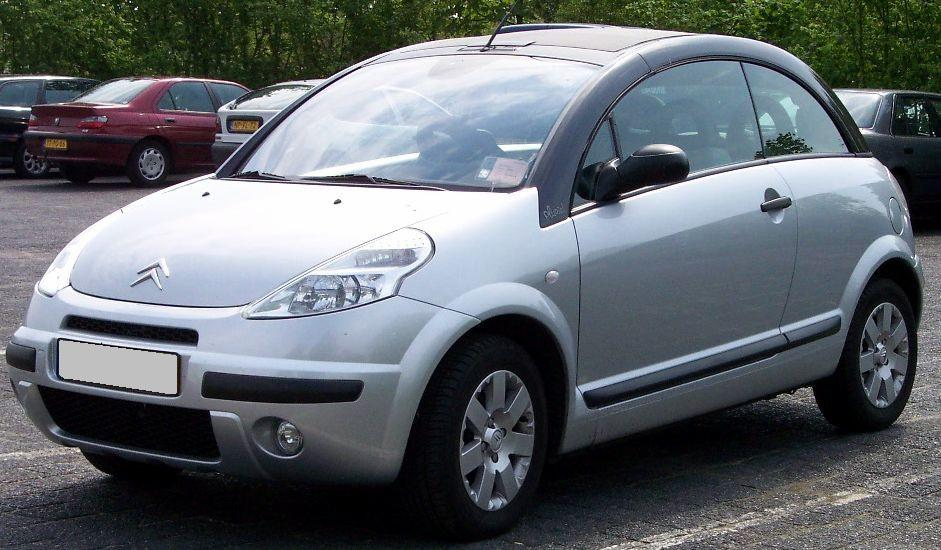
Citroën C3 Pluriel
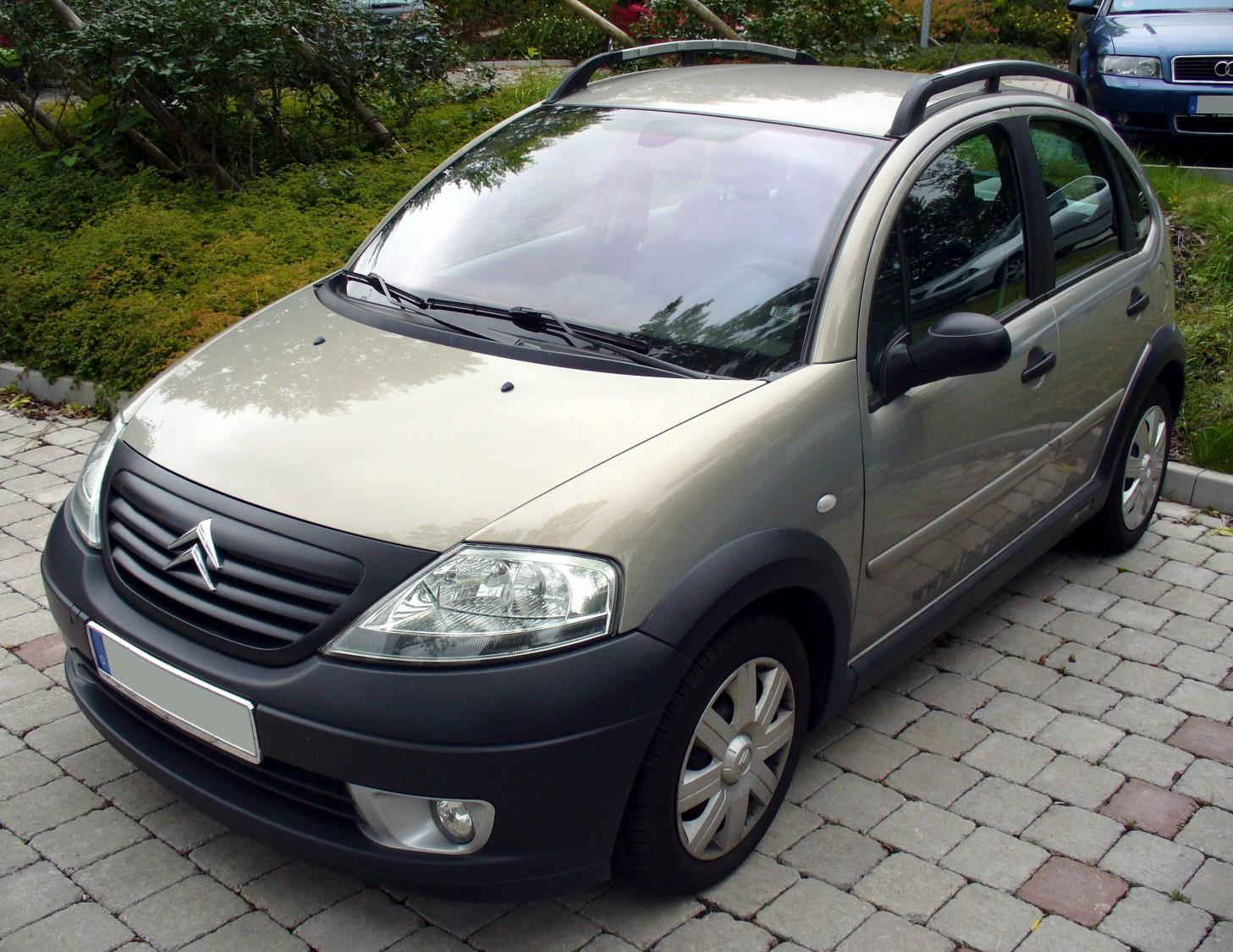
Citroën C3 X-TR (2002—2005)
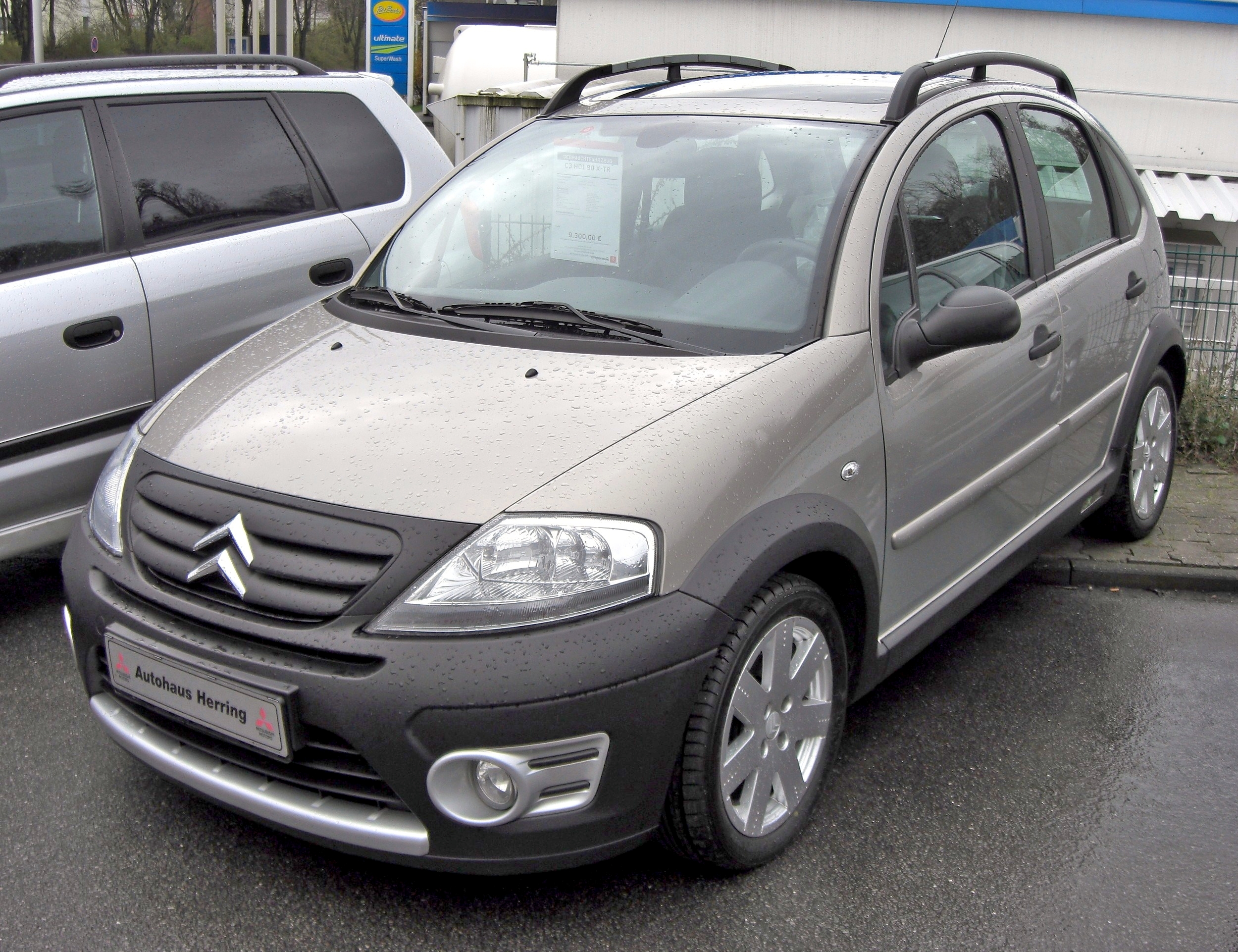
Citroën C3 X-TR (з 2005)

### Двигуни
| Бензинові       | Бензинові              | Бензинові                         | Бензинові             | Бензинові                 | Бензинові          | Бензинові    |
| Модель          | Об'єм                  | Потужність                        | Крутний момент        | Витрати пального л/100 км | CO2-Викиди в гр/км | Роки випуску |
| --------------- | ---------------------- | --------------------------------- | --------------------- | ------------------------- | ------------------ | ------------ |
| 1,1             | 1124 см³               | 44 кВт (60 к. с.) при 5500 об/хв  | 94 Нм при 3300 об/хв  | 6,0                       | 140                | з 2002       |
| 1,4             | 1360 см³               | 54 кВт (73 к. с.) при 5400 об/хв  | 116 Нм при 3300 об/хв | 6,1                       | 145                | з 2002       |
| 1,4 16V*        | 1360 см³               | 65 кВт (88 к. с.) при 5250 об/хв  | 133 Нм при 3250 об/хв | 6,2                       | 148                | з 2003       |
| 1,6 16V*        | 1587 см³               | 80 кВт (109 к. с.) при 5800 об/хв | 147 Нм при 4000 об/хв | 7,2                       | 172                | 2002—2005    |
| Дизельні        |                        |                                   |                       |                           |                    |              |
| 1,4 HDI 70*     | 1399 см³ (8 Клапанів)  | 50 кВт (68 к. с.) при 4000 об/хв  | 160 Нм при 2000 об/хв | 4,4                       | 115                | з 2002       |
| 1,4 HDI 90      | 1399 см³ (16 Клапанів) | 66 кВт (90 к. с.) при 4000 об/хв  | 200 Нм при 1750 об/хв | 4,5                       | 116                | 2002—2005    |
| 1,6 HDI 110 FAP | 1560 см³ (16 Клапанів) | 80 кВт (109 к. с.) при 4000 об/хв | 240 Нм при 1750 об/хв | 4,5                       | 120                | 2005—2009    |

## Друге покоління (SC; A51; 2009—2016)

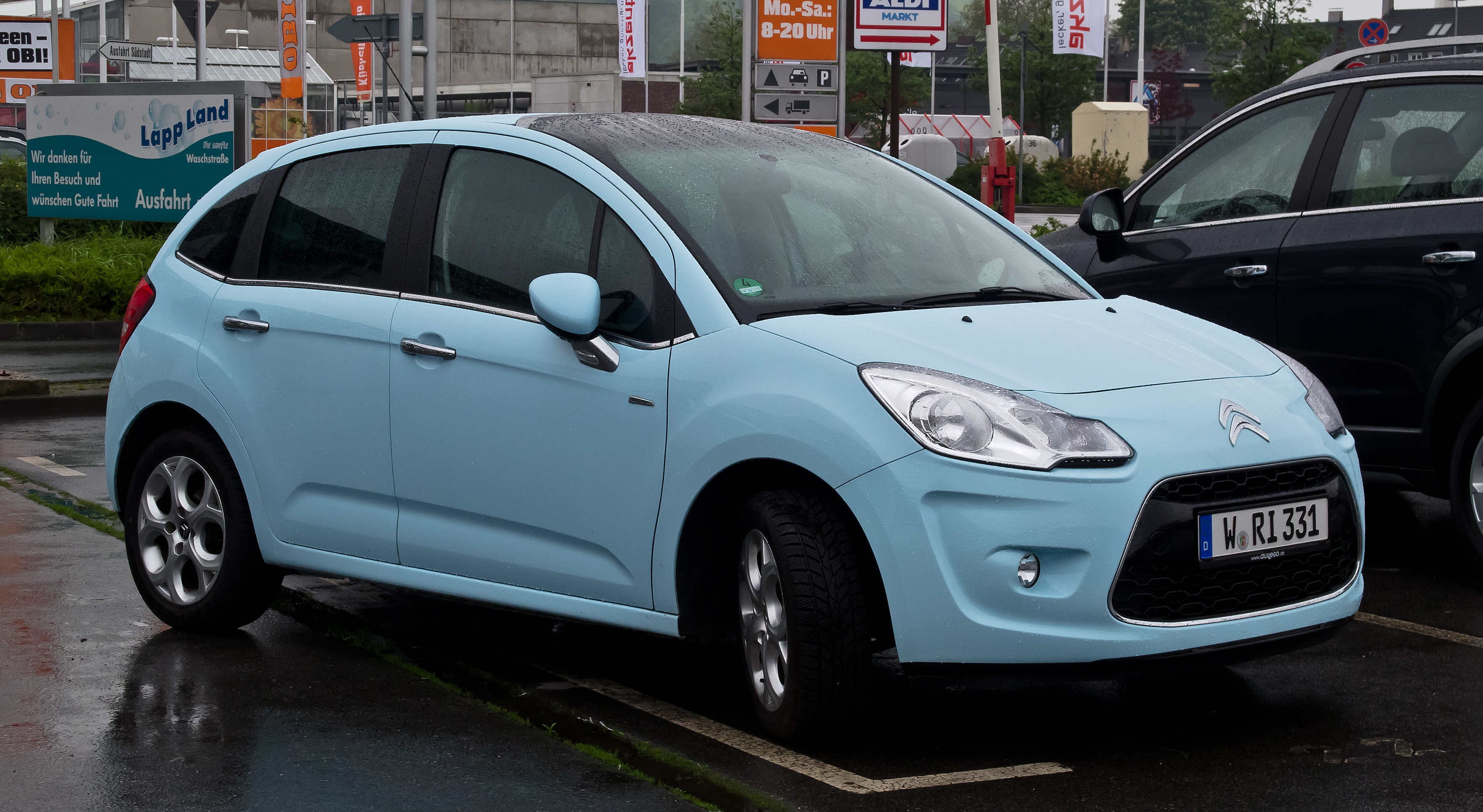
Citroën C3 II (2009—2013)

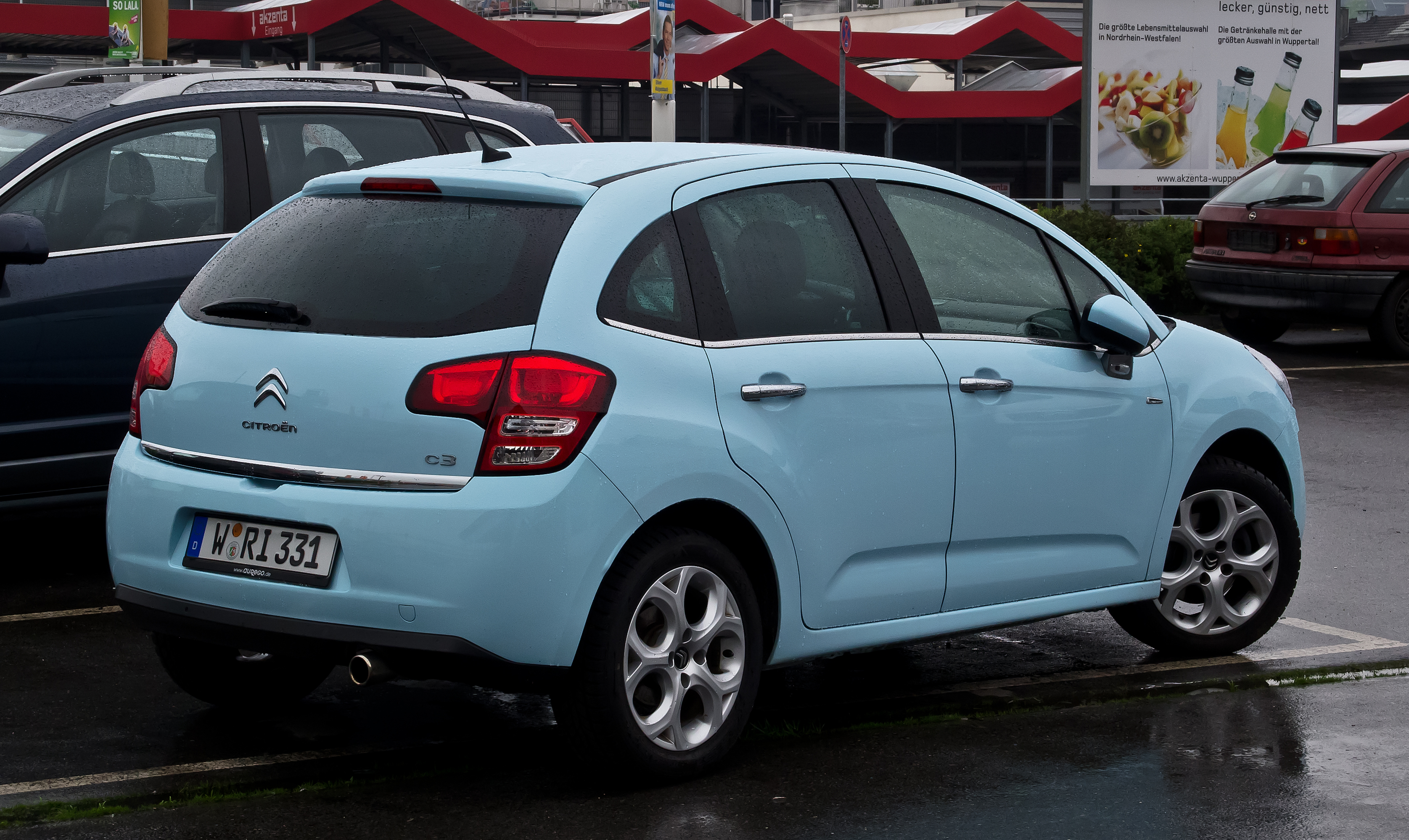
Citroën C3 II (2009—2013)

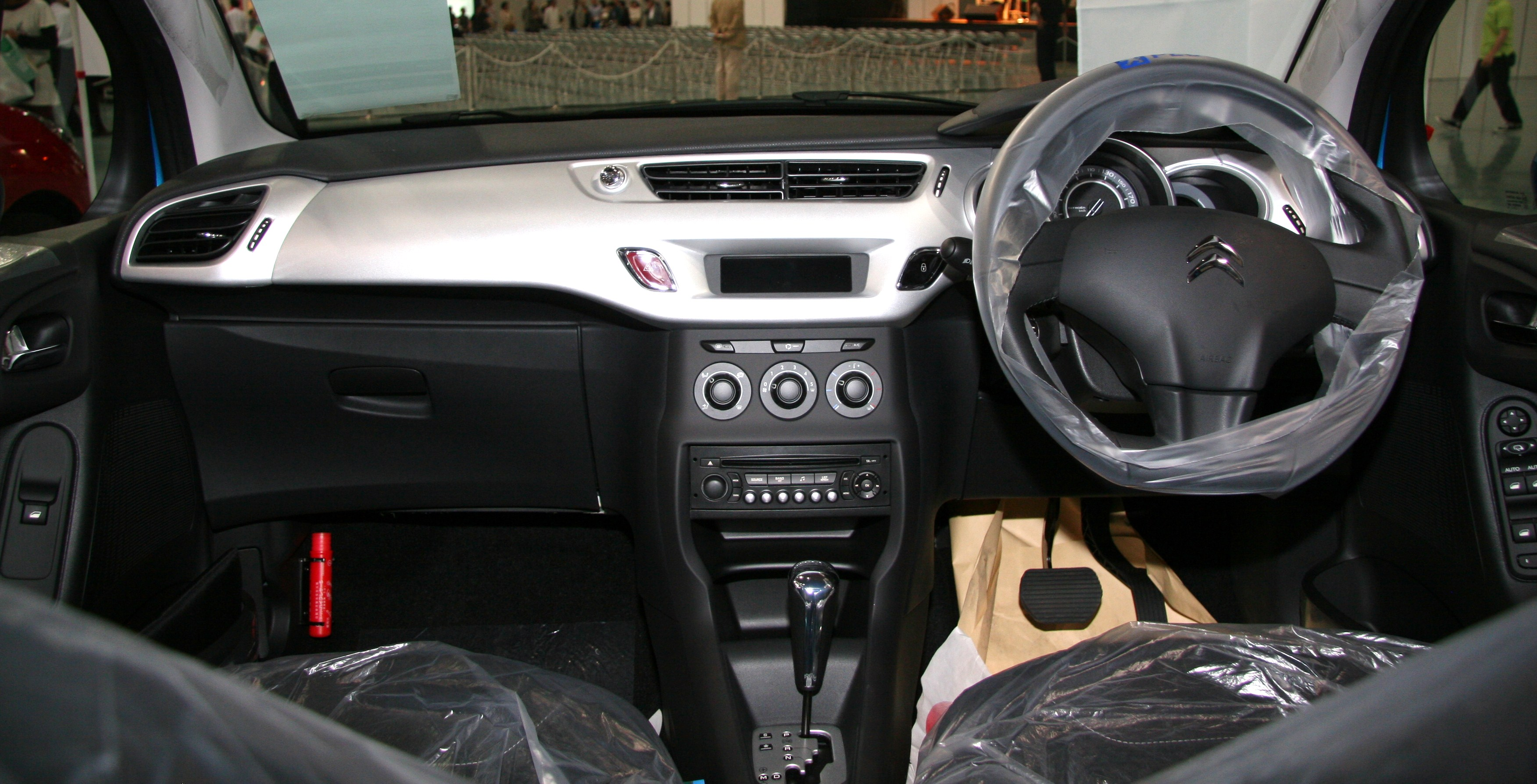
Салон Citroën C3 II

У липні 2009 року Сітроен показав друге покоління C3. Був представлений новий дизайн кузова з панорамним лобовим склом дає поле зору в 108 градусів. Подібне панорамне скло встановлюється на старший C4 Picasso і хетчбек Opel Astra Sport, також є на абсолютно новій моделі VT. Так само як і попереднє покоління, новий C3 використовує похилу форму даху та інші деталі дизайну свого попередника, а також має риси дизайну що перегукуються з іншими моделями марки, хоча при цьому він став ширшим і довшим за свого попередника. Фари головного світла, капот, приладова панель і інші компоненти є загальними з моделлю DS3. У новому C3 використана суміш аналогових циферблатів під козирком і цифровим дисплеєм покажчика витрати палива і бортового комп'ютера. Відсутній покажчик температури охолоджуючої рідини (на відміну від DS3), проте присутні синій і червоний сигнальні вогні для вказівки холодного або перегрітого стану мотора.
З інженерної точки зору модель отримала двигуни свого попередника, але Сітроен оголосив нову лінійку малих бензинових моторів, які PSA створило у співпраці з BMW. Ця лінійка моторів Prince має шістнадцятиклапанну головку блоку циліндрів з двома розподільними і VVT, фірмові системи безпосереднього уприскування бензину і запалювання BMW. Мотори економічні, мають низький викид CO2 і хорошу продуктивність. Йдуть у версіях 1,4i 95 к. с. і 1,6i 120 к. с., доступні також на інших моделях концерну PSA і BMW. Всі мотори, включаючи дизельні, мають рівень викидів CO2 нижче 120 г/км, а на версії «Airdream +» — до 99 г/км використовуючи новий дизельний двигун 1,6 HDI 91 к. с.
Економічність також була покращена установкою круїз-контролю і обмежувача швидкості, доступних як стандартне обладнання в комплектаціях VTR+, Airdream+ і Exclusive. Всі моделі оснащені як стандартним обладнанням покажчиком «ефективності трансмісії» — прилад графічно вказує яку передачу необхідно включити і коли потрібно змінити передачу вгору або вниз, щоб оптимізувати витрату палива.
Новий C3 був представлений на Франкфуртському автосалоні у вересні 2009 року. Був запущений у виробництво в листопаді 2009 як модель 2010 модельного року. У Європі проходила рекламна компанія під девізом «The Visiospace» — обіграє панорамне лобове скло з розширеним оглядом.

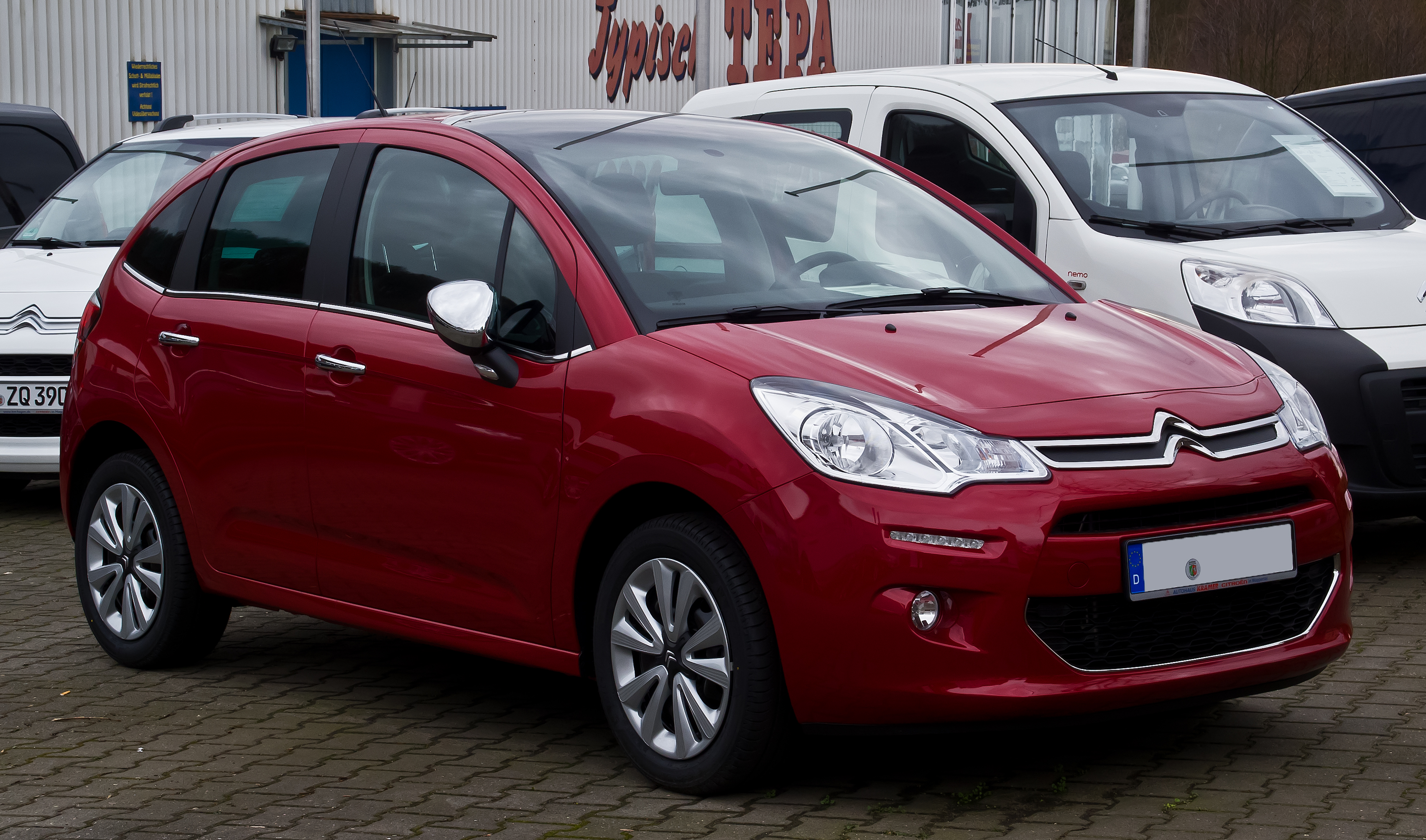
Citroën C3 II (з 2013)
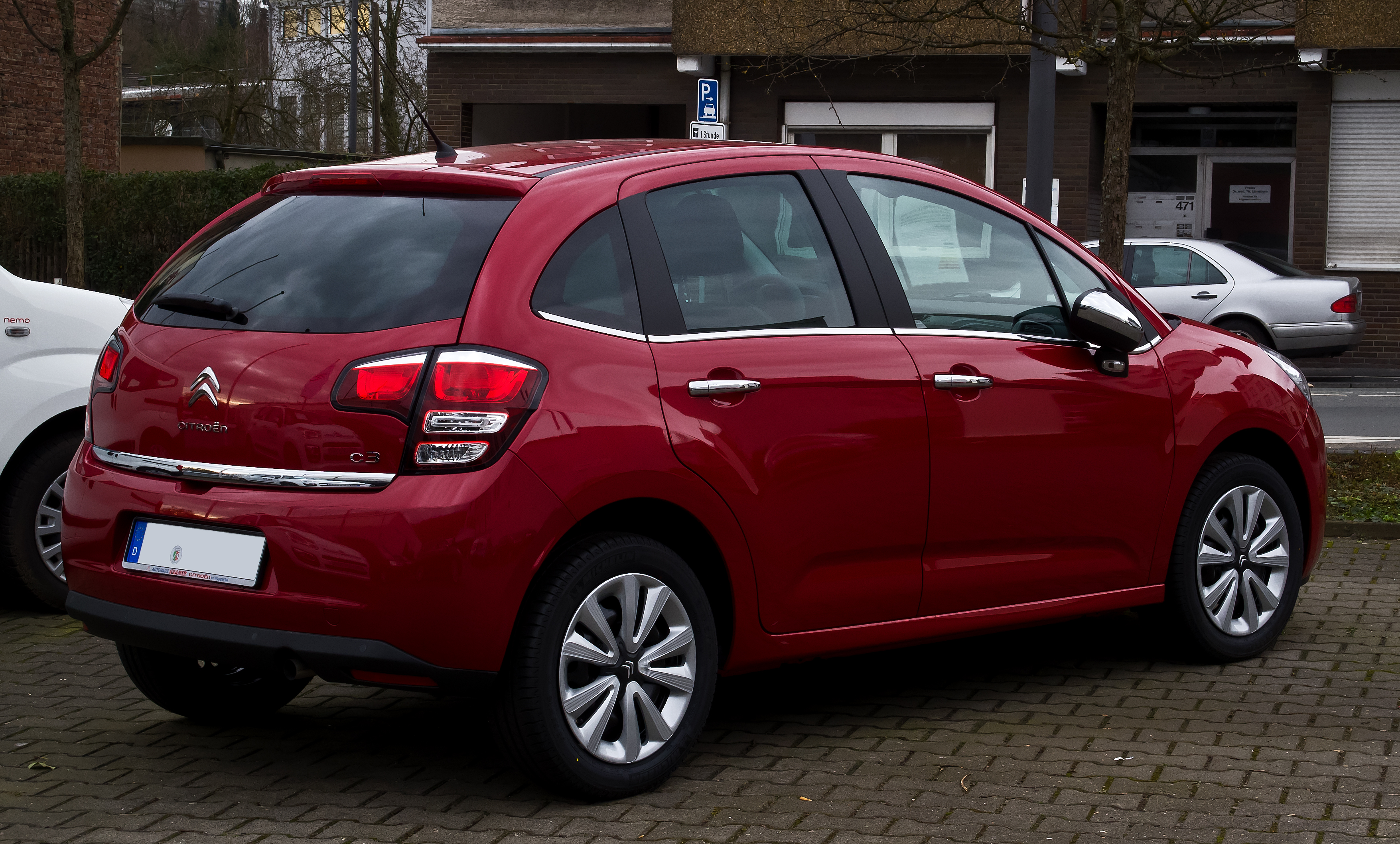
Citroën C3 II (з 2013)
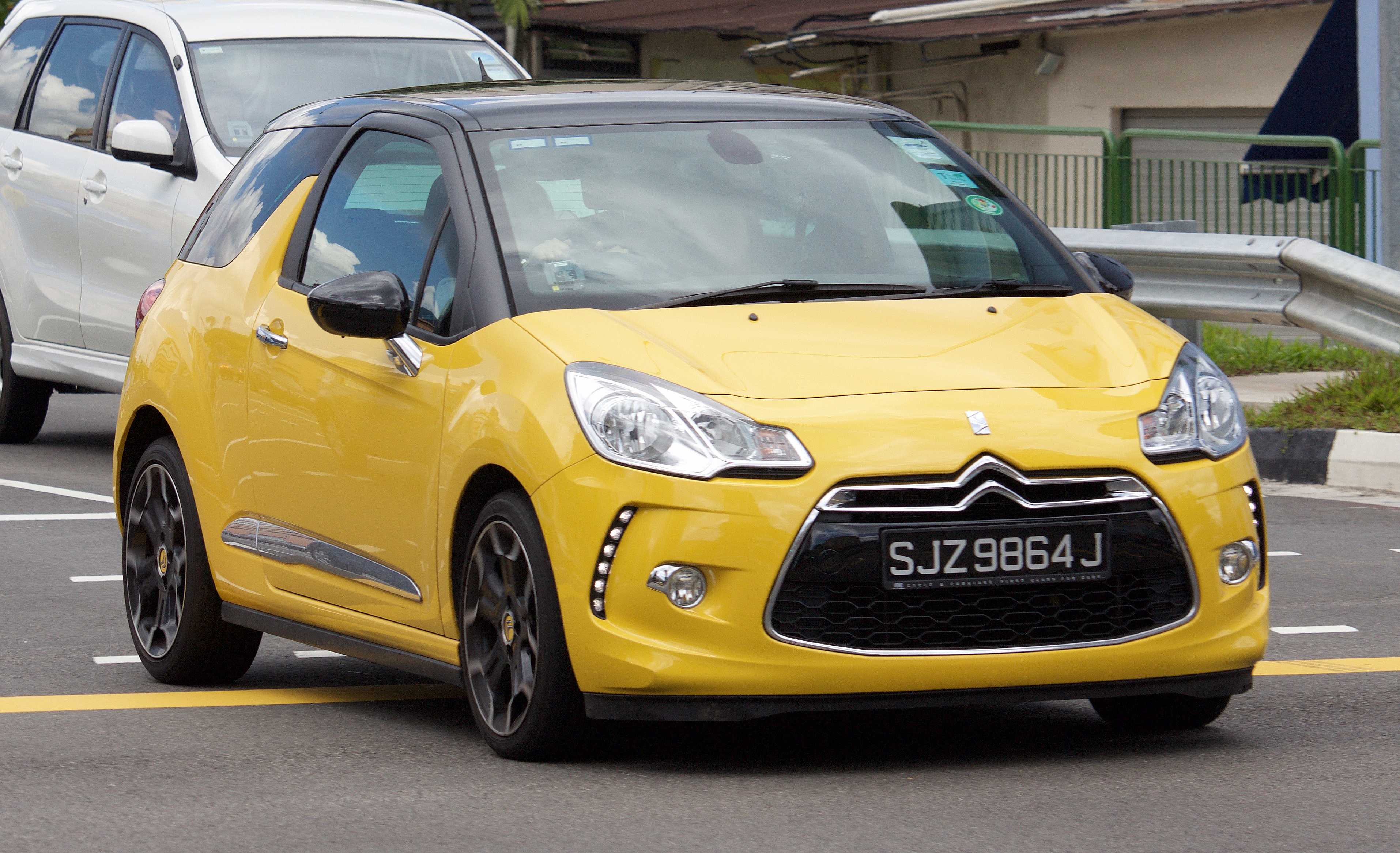
Citroen DS3
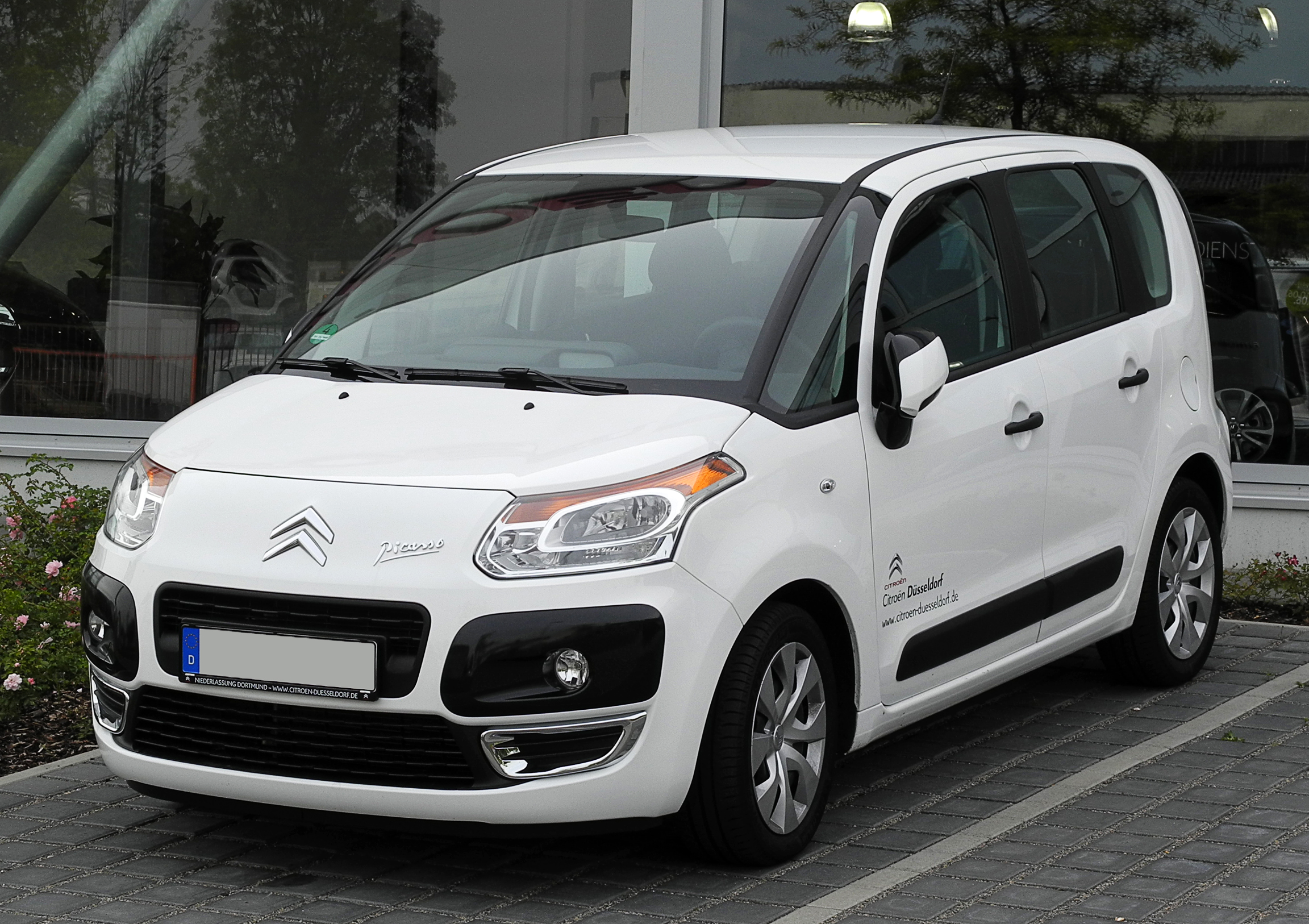
Citroën C3 Picasso (з 2009)

### Двигуни
Всі двигуни відповідають стандарту EURO 5.
| Бензинові   | Бензинові              | Бензинові                         | Бензинові             | Бензинові                 | Бензинові          | Бензинові    |
| Модель      | Об'єм                  | Потужність                        | Крутний момент        | Витрати пального л/100 км | CO2-Викиди в гр/км | Роки випуску |
| ----------- | ---------------------- | --------------------------------- | --------------------- | ------------------------- | ------------------ | ------------ |
| 1,1         | 1124 см³               | 44 кВт (60 к. с.) при 5500 об/хв  | 94 Нм при 3300 об/хв  | 5,9                       | 137                | з 2009       |
| 1,4         | 1360 см³               | 54 кВт (73 к. с.) при 5200 об/хв  | 118 Нм при 3300 об/хв | 6,1                       | 140                | з 2009       |
| VTi 95      | 1397 см³               | 70 кВт (95 к. с.) при 6000 об/хв  | 136 Нм при 4000 об/хв | 5,8—5,9                   | 134—136            | з 2009       |
| VTi 120     | 1598 см³               | 88 кВт (120 к. с.) при 6000 об/хв | 160 Нм при 4250 об/хв | 5,9—7,0                   | 136—160            | з 2009       |
| Дизельні    |                        |                                   |                       |                           |                    |              |
| HDi 90 FAP  | 1560 см³ (16 Клапанів) | 68 кВт (92 к. с.) при 4000 об/хв  | 230 Нм при 1750 об/хв | 3,8—4,1                   | 99—107             | з 2009       |
| HDi 110 FAP | 1560 см³ (16 Клапанів) | 82 кВт (112 к. с.) при 4000 об/хв | 270 Нм при 2000 об/хв | 4,4—4,5                   | 115—118            | з 2009       |

## Третє покоління (SX/SY; з 2016)

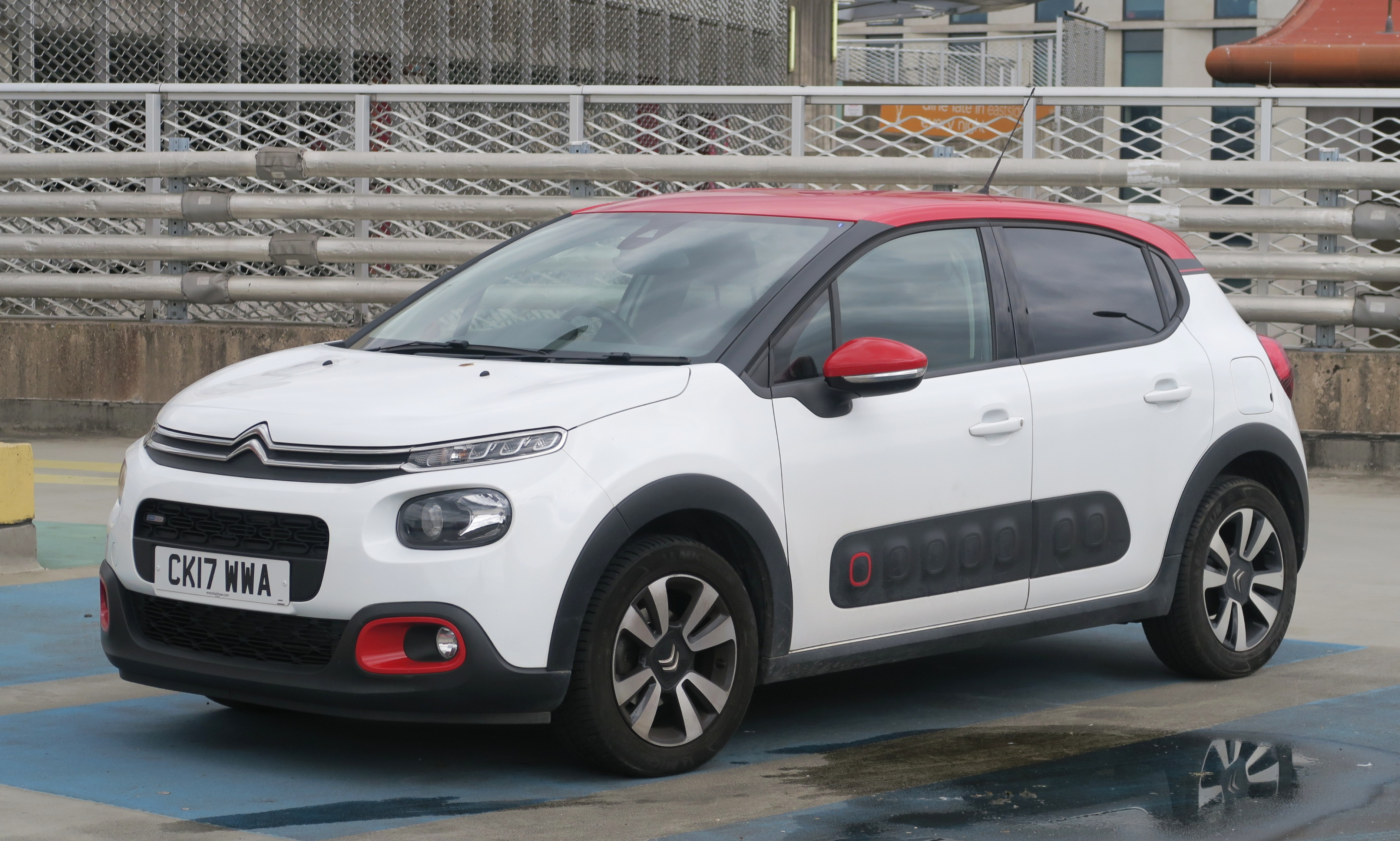
Citroën C3 III (2016—2020)

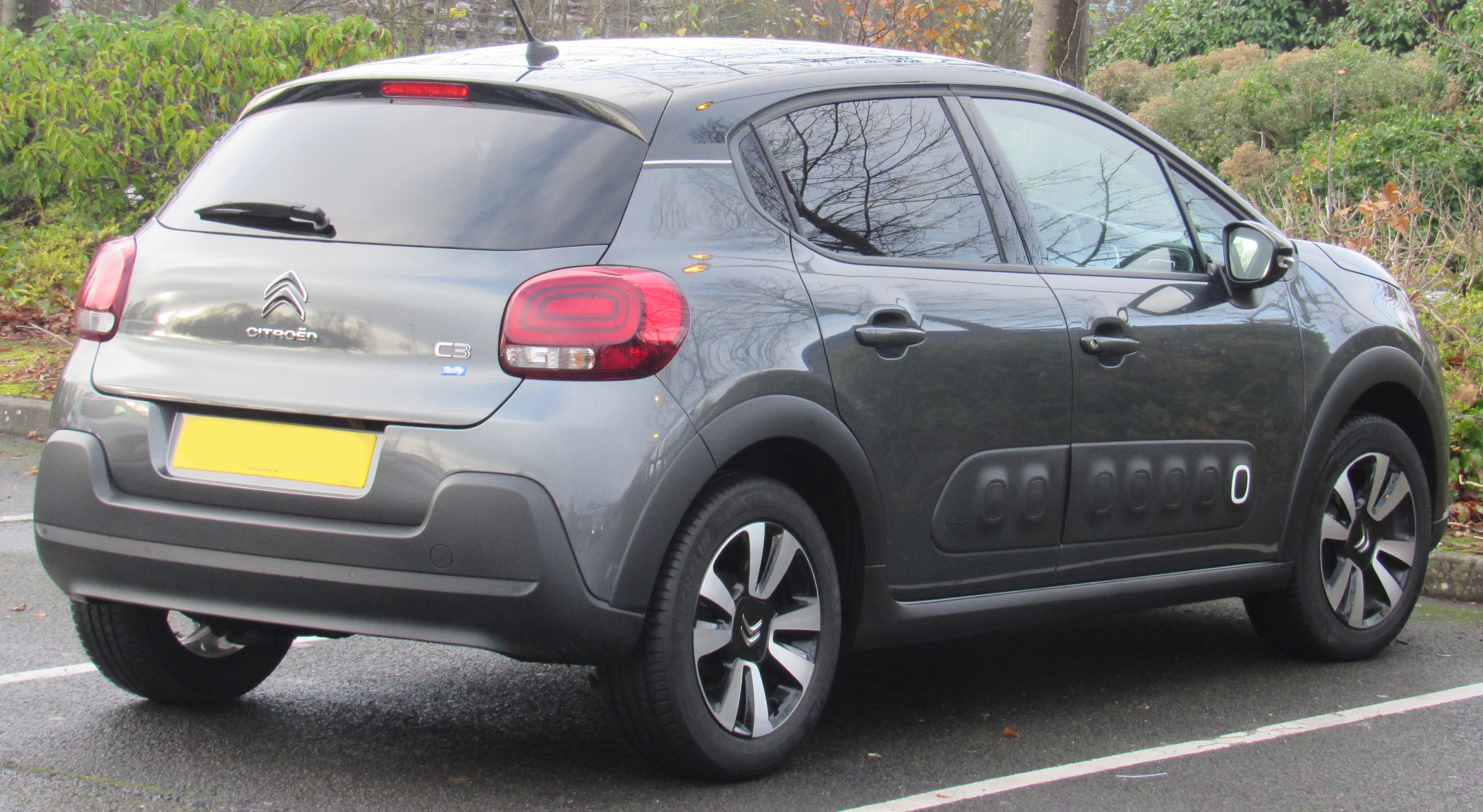
Citroën C3 III (2016—2020)

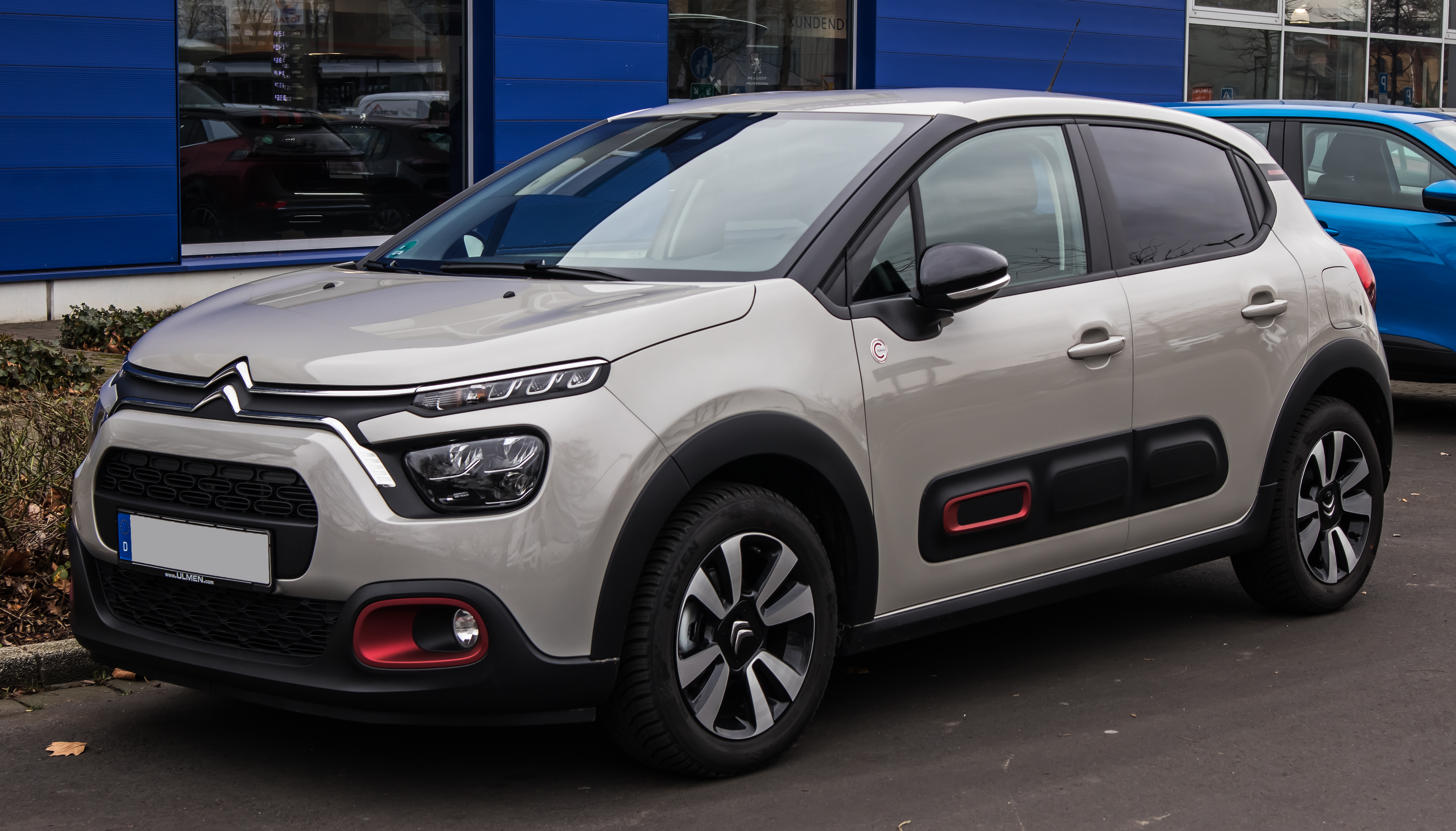
Citroën C3 III (з 2020)

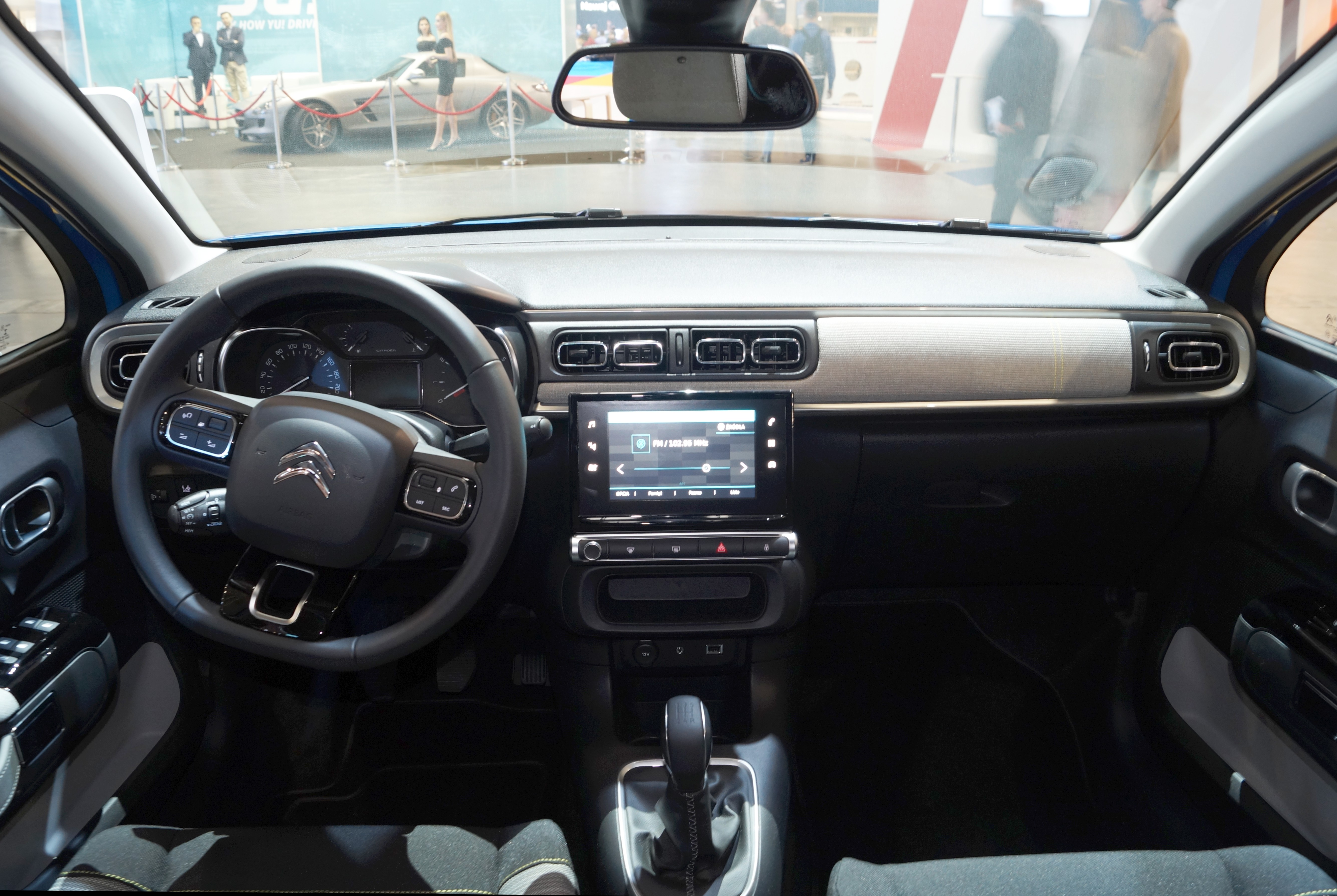
Citroën C3 III (2016—2023)

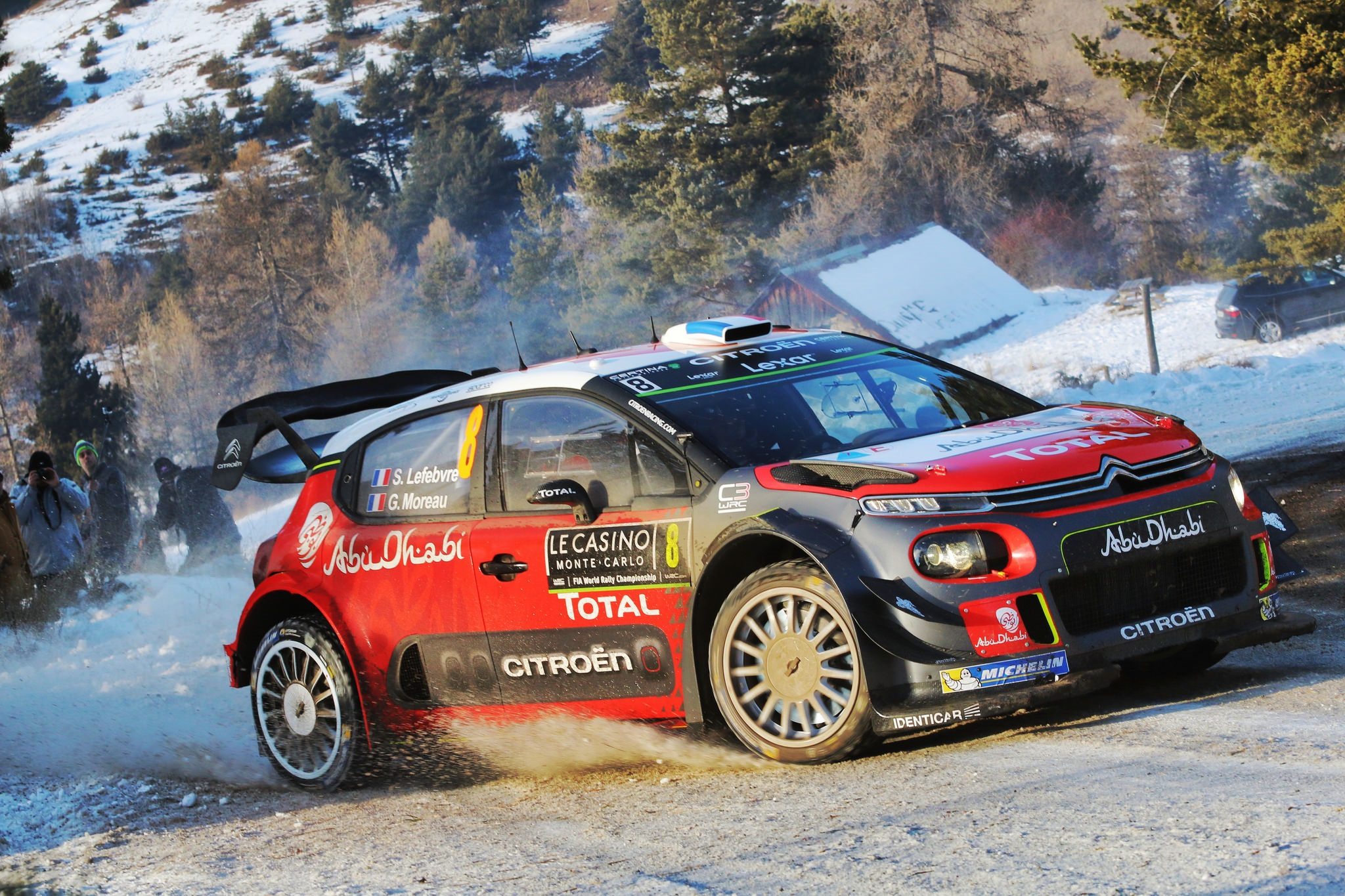
Citroën C3 WRC

29 червня 2016 року в мережі інтернет були опубліковані офіційні фотографії нового Citroën C3. Офіційний дебют відбувся восени 2016 року на Паризькому автосалоні. В продаж модель надійшла 21 січня 2017 року. Автомобіль збудовано на платформі PSA PF1, яка відтепер називається PSA A platform.
C3 отримав стиль від нової C4 Picasso і Grand C4 Picasso і отримав бічні молдинги Airbumps від C4 Cactus та доступний з Airbumps або без них. Модель пропонується з дев'ятьма кольорами кузова і трьома контрастними відтінками, які з'являються на даху, бічних дзеркалах і молдингах Airbump. Автомобіль пропонується в 36 різних колірних комбінаціях.
Спочатку автомобіль комплектується трициліндровими бензиновими двигунами 1,2 л PureTech потужністю 68 к. с., 82 к. с. або 110 к. с. та турбодизелями 1,6 л BlueHDi потужністю 75 к. с. і 99 к. с.
Автомобіль третього покоління представлений у трьох комплектаціях: Touch, Feel та Flair. Особливістю поточної лінійки стало те, що кожна модель має передбачені лише для неї двигуни. Так, модель Touch постачається лише із найменш потужними силовими агрегатами, у той час, як для Flair вони не доступні в принципі. Базові моделі постачаються з 15-дюймовими сталевими дисками з пластиковими накладками, моделі вищої комплектації отримали литі диски, Feel та Flair їздять на 16-дюймових, а останню можна доповнити навіть 17-дюймовими.
Citroen став одним з перших виробників, який перейшов до повністю інтегрованої інформаційно-розважальні системи, яка контролює не тільки музику і радіо, а й основні функції транспортного засобу, в тому числі опалення та кондиціонування повітря. У сучасному C3 ця традиція продовжена, у той час, як початкова Touch обмежилась відносно простою системою DAB радіо, моделі Feel та Flair отримали 7-дюймовий сенсорний екран інформаційно-розважальної системи.
Розробники не поскупились на обладнання безпеки та оснастили автомобіль системою стеження за дорожньою розміткою, системою розпізнавання дорожніх знаків та фіксаторами Isofix. Моделі Feel та Flair додатково отримали сигналізацію. А топові моделі можуть похвалитись навіть відеокамерою «Connected CAM», яка записує відео дороги на 90 секунд. До переліку обладнання топової Flair також увійшли задні сенсори паркування та камера заднього виду. 

### Рестайлінг 2020 року
У лютому 2020 року Citroën C3 отримав оновлення всередині життєвого циклу. «Фейсліфтінг» Citroen C3 торкнувся екстер'єру: змінилися фірмові захисні накладки AirBumps та з'явились нові відтінки кузова, дизайн колісних дисків.
Програму персоналізації інтер'єру також розширили. Крім того, в оснащення тепер входять м'які крісла Advanced Comfort. За комфорт і безпеку відповідають 11 електронних помічників, включаючи системи контролю рядності руху, стеження за сліпими зонами, розпізнавання дорожніх знаків і т. д.

### Двигуни
Бензинові:
- 1,2 PureTech 68 к. с.
- 1,2 PureTech 82 к. с.
- 1,2 PureTech 110 к. с.

Дизельні:
- 1,6 BlueHDi 75 к. с.
- 1,6 BlueHDi 100 к. с.
- 1,5 BlueHDi 102 к. с.

## Четверте покоління (CC21; з 2024)

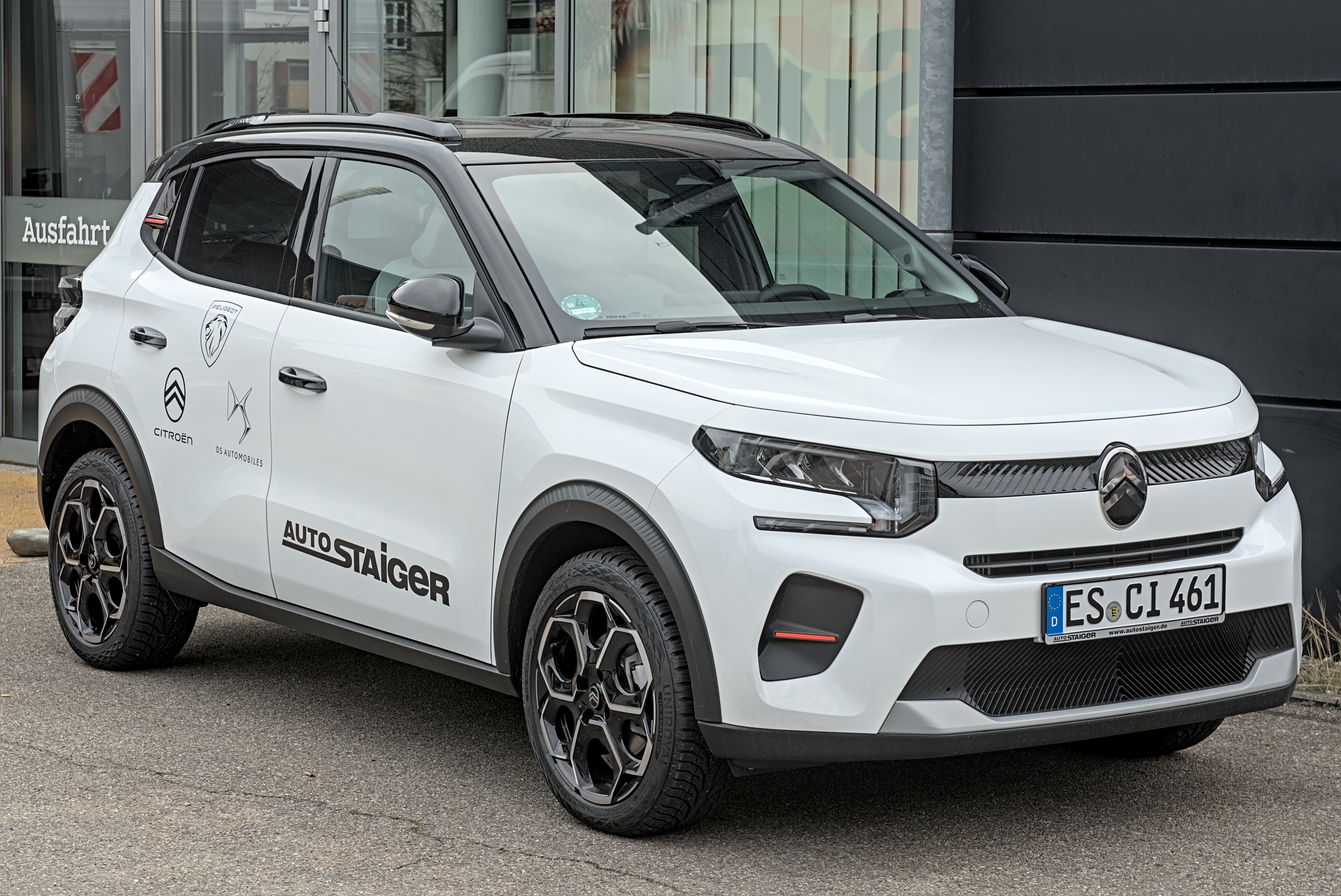
Citroën C3 (CC21)

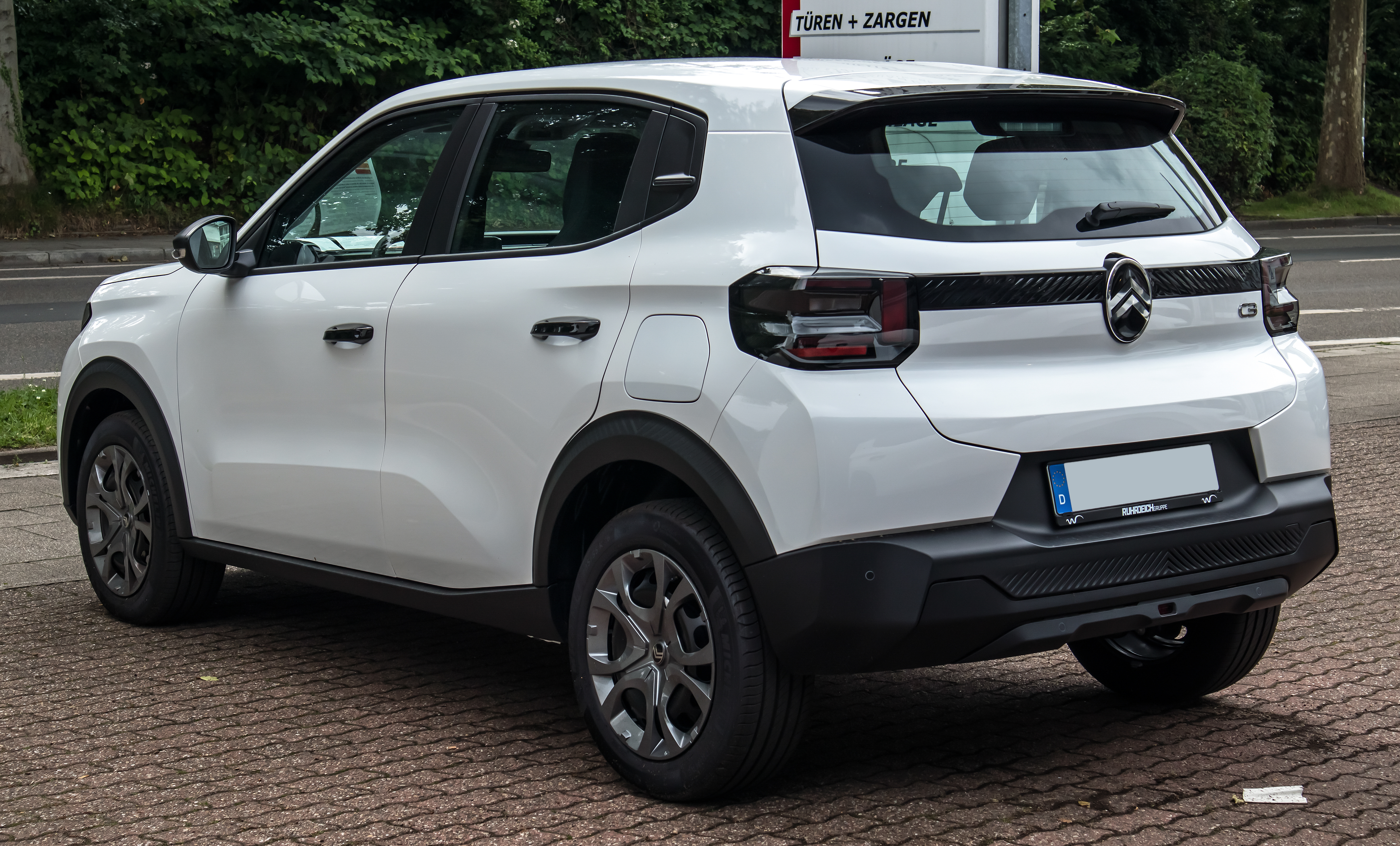

Четверте покоління C3 було представлено 17 жовтня 2023 року. Спочатку модель була представлена у вигляді акумуляторного електромобіля під назвою ë-C3.

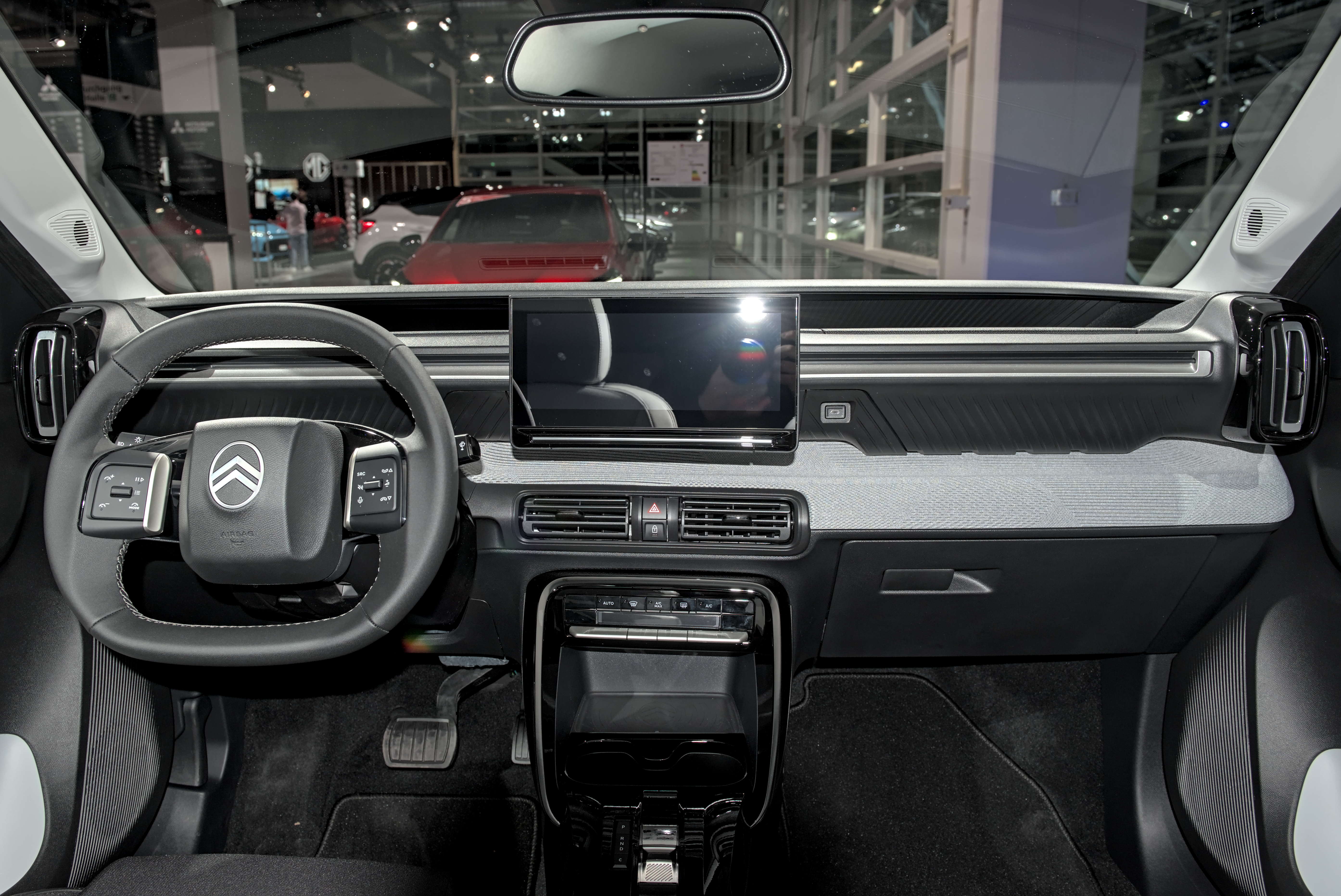

ë-C3 базується на платформі Smart Car Platform, яка ляже в основу 7 моделей, вироблених Stellantis у майбутньому. Його описують як електричну та більш ефективну альтернативу іншим модульним архітектурам STLA з акцентом на акумуляторних електричних моделях.
Дизайн четвертого покоління C3 нагадує позашляховики-кроссовери з дорожнім просвітом 163 мм, що на 28 мм вище, ніж у його попередника. C3 також має вищу лінію даху, яка створює більший салон із додатковим простором для голови на 30 мм та 20 мм простором для колін ззаду, незважаючи на те, що він лише на 19 мм довший і 6 мм ширший.
ë-C3 оснащено літієво-ферофосфатною (LFP) батареєю ємністю 44 кВт/год, яка забезпечує запас ходу до 320 км за циклом WLTP. Електродвигун потужністю 113 к.с. (83 кВт) дозволяє автомобілю розганятися до 100 км/год приблизно за 11 секунд.

## Зноски
1. ↑  Ergebnisse des Citroën C3 beim Euro NCAP-Crashtest. Архів оригіналу за 8 лютого 2009. Процитовано 23 липня 2009.
2. ↑  Як ми тестували Citroen C3 2016. automoto.ua. Архів оригіналу за 6 квітня 2017. Процитовано 5 квітня 2017.